# Urosticte
Urosticte és un gènere d'ocells de la subfamília dels lesbins (Lesbiinae) dins la família dels troquílids (Trochilidae).

## Taxonomia
Segons la Classificació del Congrés Ornitològic Internacional (versió 2.5, 2010) aquest gènere està format per dues espècies:
- colibrí puntablanc occidental (Urosticte benjamini).
- colibrí puntablanc oriental (Urosticte ruficrissa).